# Swordfishtrombones
Swordfishtrombones är ett musikalbum av Tom Waits, utgivet 1983. Det är hans nionde studioalbum totalt och hans första på skivbolaget Island Records.
Albumet ses allmänt som ett av Waits bästa. Det skilde sig radikalt från hans tidigare album. Musiken innehåller här till exempel betydligt färre stråkinstrument och piano jämfört med den på hans tidigare album, istället använder han sig bland annat av mer blås- och percussioninstrument. Även texterna skiljer sig och är mer surrealistiska och abstrakta än tidigare. Albumet är också det första med Waits som är producerat av honom själv.
Albumet nådde som bäst 164:e plats på Billboards albumlista.

## Låtlista
Låtarna skrivna av Tom Waits.
1. "Underground" - 2:01
2. "Shore Leave" - 4:18
3. "Dave the Butcher" - 2:20
4. "Johnsburg, Illinois" - 1:33
5. "16 Shells From a Thirty-Ought-Six" - 4:33
6. "Town With No Cheer" - 4:28
7. "In the Neighborhood" - 3:07
8. "Just Another Sucker on the Vine" - 1:46
9. "Frank's Wild Years" - 1:53
10. "Swordfishtrombone" - 3:08
11. "Down, Down, Down" - 2:16
12. "Soldier's Things" - 3:23
13. "Gin Soaked Boy" - 2:24
14. "Trouble's Braids" - 1:18
15. "Rainbirds" - 3:15